# Mayer Imre
Mayer Imre (Kolozsvár, 1884. november 4. – Pozsony, 1961. október 11.) nyelvész, tanár.

## Élete
1907-ben Kolozsvárott szerzett magyar–latin–német szakos tanári oklevelet. Tanárként egy évet töltött a berlini és a lipcsei egyetemen. Előbb szülővárosában, majd 1913–1945 között Pozsonyban tanított a Kereskedelmi Akadémián. 1950–1959 között a pozsonyi Pedagógiai Főiskola magyar tanszékének tanára. 1960-tól haláláig a pozsonyi Comenius Egyetem megbízott előadója.
A két világháború közötti és a második világháború alatti kisebbségi magyar szellemi élet tevékeny résztvevője. A pozsonyi magyar értelmiség egyik szervező alakja. Ekkor elsősorban honismereti írásai jelentek meg, 1950-től pedig főleg nyelvészeti és nyelvművelő munkákat publikált. Több szótár, illetve alap- és középiskolai tankönyv szerzője.

## Művei
- 1941 Édes anyanyelvünk. Pozsony.
- 1942–1943 Szlovákia neves magyar szülöttei I–III. Pozsony.
- 1956 Bevezetés a nyelvtudományba. (tsz. Orbán Gábor)